# Fuori è notte
Fuori è notte è un singolo del rapper italiano Il Tre, pubblicato il 3 settembre 2021 come primo estratto dall'edizione deluxe del primo album in studio Ali - Ultima notte.

## Descrizione
Il brano, scritto dallo rapper, è prodotto da Matteo Novi, in arte Mr. Monkey.

## Video musicale
Il video musicale, diretto da Marc Lucas e Igor Grbesic e girato a Berlino, è stato pubblicato il 7 settembre 2021 attraverso il canale YouTube del rapper.

## Tracce
Testi di Guido Luigi Senia, musiche di Matteo Novi.
1. Fuori è notte – 2:52

## Formazione
- Il Tre – voce
- Gigi Barocco – masterizzazione, missaggio
- Matteo "Mr. Monkey" Novi – produzione

## Classifiche
| Classifica (2021) | Posizione massima |
| ----------------- | ----------------- |
| Italia            | 69                |